# Maculonaclia muscella
Maculonaclia muscella är en fjärilsart som beskrevs av Paul Mabille 1884. Maculonaclia muscella ingår i släktet Maculonaclia och familjen björnspinnare. Inga underarter finns listade i Catalogue of Life.